# Scapania informis
Scapania informis là một loài rêu trong họ Scapaniaceae. Loài này được Stanisl. mô tả khoa học đầu tiên năm 1924.
Danh pháp khoa học của loài này chưa được làm sáng tỏ. 